# Wapen van Schettens

Wapen van Schettens

Het wapen van Schettens is het dorpswapen van het Nederlandse dorp Schettens, in de Friese gemeente Súdwest-Fryslân. Het wapen werd in 1969 geregistreerd.

## Beschrijving
De blazoenering van het wapen in het Fries luidt als volgt:
Skeanoer fan rjochtsboppe fan read en sulver ; yn read in sulveren roas ; yn sulver in reade leelje.
De Nederlandse vertaling luidt als volgt: 
Schuin overdwars van rechtsboven van rood en zilver ; in rood een zilveren roos ; in zilver een rode lelie.
De heraldische kleuren zijn: keel (rood) en zilver (zilver).

## Symboliek
- Kleurstelling, roos en fleur de lis: ontleend aan het wapen van het geslacht Van Osinga dat in het dorp de Osinga State bewoonde.[2]

Tekening van het grafzerk van Siebrandt van Osinga en zijn vrouw Ath van Aggema in de Protestantse kerk van Schettens.

## Zie ook

Vlag van Schettens